# Enargia staudingeri
Enargia staudingeri är en fjärilsart som beskrevs av Alphéraky 1882. Enargia staudingeri ingår i släktet Enargia och familjen nattflyn. Inga underarter finns listade i Catalogue of Life.